# Fiori (pâtes)
Pour les articles homonymes, voir Fiori.
Les fiori sont des pâtes extrudées et striées de manière à bien retenir les sauces. Leur forme décorative rappelle celle d'une fleur (fiori en italien). Ces pâtes sont comparables aux rotelle.